# Ojos Negros
Ojos Negros es una localidad y municipio español perteneciente a la comarca del Jiloca, al noroeste de la provincia de Teruel, en la comunidad autónoma de Aragón. Tiene un área de 90,71 km² con una población de 328 habitantes (INE 2024). El municipio consta de dos núcleos de población, Ojos Negros propiamente dicho, y el barrio de Sierra Menera, distantes ambos unos 5 km. 

## Situación y clima
Ojos Negros está situado en el límite occidental de la provincia, próximo a la de Guadalajara, en la vertiente norte de la sierra Menera. Se mueve en la zona de influencia de Calamocha, a 31 km del municipio, aunque también es apreciable el atractivo que ejerce Teruel capital, distante 73 km.
La altitud a la que está Ojos Negros, 1151 m sobre el nivel del mar, propicia que tenga un clima frío, con inviernos largos y crudos, siendo su temperatura media anual de 10,3 °C. Las precipitaciones, más bien escasas, oscilan sobre los 525 mm al año.

## Arqueología
Los asentamientos más antiguos conocidos en el término municipal de Ojos Negros son de época ibérica y de carácter cultural celtibérico. La importancia minera de la comarca y su situación estratégica en las vías de comunicación que unen la depresión del Jiloca y la meseta castellana explican la existencia de yacimientos de notable entidad.
Los más significativos son El Cerro de las Salinas y El Santo. El primero, más importante, es un poblado de dimensiones medias, con restos de estructuras defensivas y cuyo material cerámico consta de jarras, vasijas globulares y cuencos con decoración pintada de tipo geométrico.
Por otra parte, investigaciones arqueológicas en la zona han revelado que ya existían procesos metalúrgicos en épocas celtibérica, romana y musulmana, que implicaban la extracción, la transformación y la forja de mineral.

## Historia

### Edad Media
La primera referencia sobre Ojos Negros aparece en 1280, y refiere su inclusión en el arciprestazgo de Daroca. La historia del municipio está muy ligada a la villa zaragozana, ya que varias localidades de las actuales provincias de Teruel y Zaragoza dependieron de Daroca desde 1120. Sin embargo, en 1248, el rey Jaime I constituyó la Comunidad de aldeas de Daroca, excluyendo a Ojos Negros de la misma. Asimismo, en el año 1297 las salinas de Ojos Negros aparecen citadas entre las rentas del monarca Jaime II.

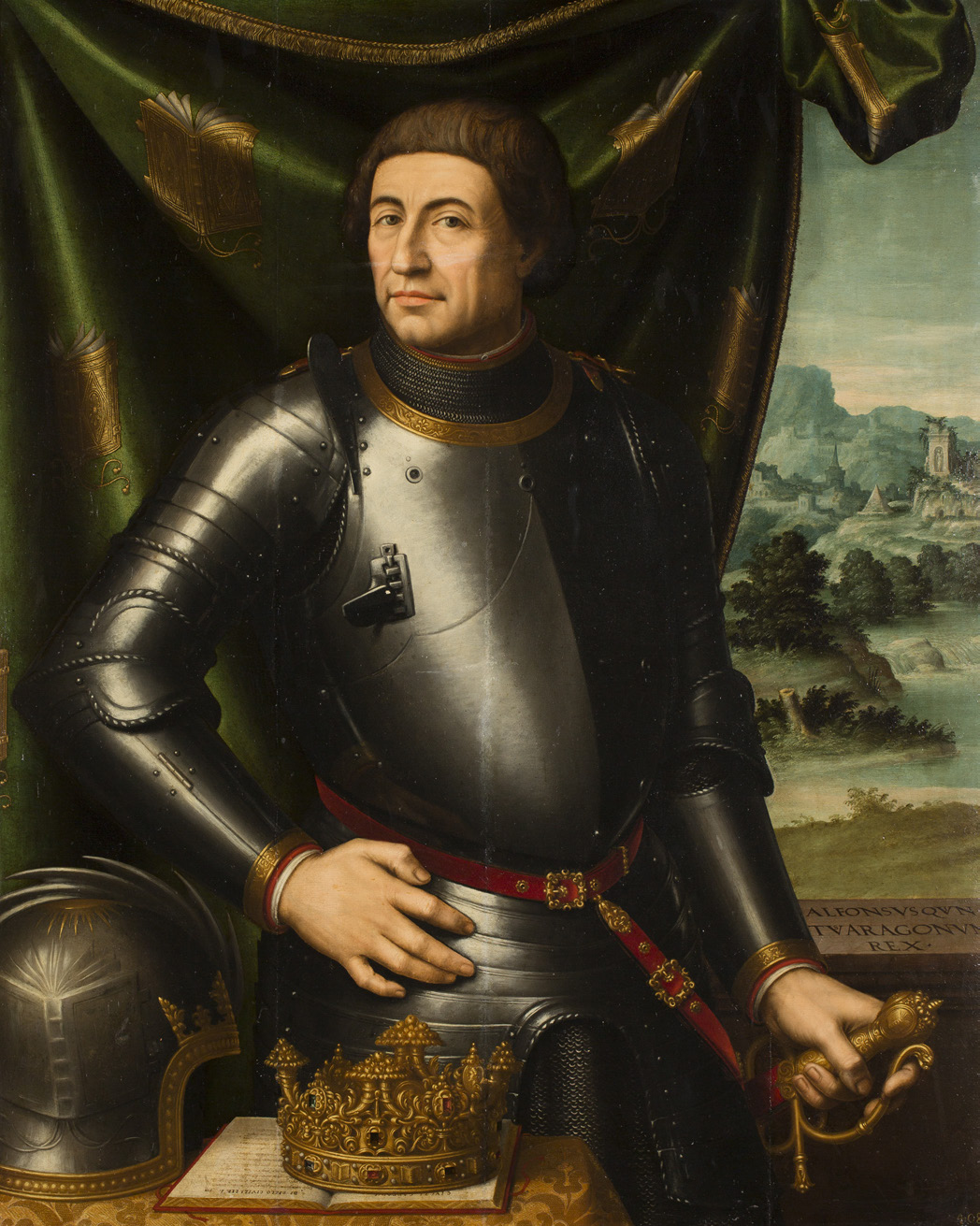
Alfonso V, quien concertó las capitulaciones matrimoniales de su hermana en Ojos Negros en 1428.

Al ser región fronteriza entre Castilla y Aragón, Ojos Negros tuvo gran protagonismo en el siglo XIV durante las guerras entre ambos reinos, pues, junto a otras localidades, formaban el primer cinturón defensivo de la Comunidad de Daroca. En 1333, varias aldeas —entre ellas Ojos Negros—, fueron eximidas de pagos para utilizar dichos importes en la reparación de castillos y fortificaciones; las primeras referencias sobre el castillo de Ojos Negros aparecen en 1344. En 1356, tropas castellanas incendiaron y destruyeron el castillo, siendo reconstruido un año después. 
Herrera —actualmente un despoblado— fue también destruida, si bien no fue reconstruida, siendo agregada a Ojos Negros en enero de 1357. Durante la gran invasión castellana de 1363, los vecinos se refugiaron en el recinto del castillo y, ese mismo año, el Arzobispo de Zaragoza autorizó la construcción de la capilla de San Juan dentro de la fortaleza, hoy desaparecida. Durante estas guerras se llegó a tal extremo de miseria y ruina que el rey eximió a Ojos Negros del pago de tributos durante seis años, a condición de que dicho dinero se invirtiera en la reparación de lo destruido.
En época medieval, para la organización de las villas se estableció un nuevo organismo, las sesmas, que correspondían a entidades administrativas intermedias entre la comunidad y la aldea. Ojos Negros estuvo integrado —junto a Calamocha y Monreal del Campo, entre otros lugares— en la Sesma del Río Jiloca. El municipio perteneció, de forma sucesiva, a la sobrecullida de Teruel (1446), a la sobrecullida de Daroca (1488-1495), a la vereda de Daroca (1646) y al corregimiento de Daroca (1711-1833).
Ya en el siglo XV, existe constancia escrita de que encontrándose en Ojos Negros el rey Alfonso V el Magnánimo, el 16 de febrero de 1428 concertó las capitulaciones matrimoniales de su hermana Leonor con Don Duarte, primogénito del rey de Portugal. Años más tarde —entre 1449 y 1452—, Ojos Negros fue atacado por los castellanos de Álvaro de Luna, que habían derrotado a las tropas de la Corona de Aragón en la batalla de Olmedo (1445).

### Edad Moderna y Contemporánea
Ojos Negros se constituyó como Ayuntamiento en 1834, dentro del partido judicial de Albarracín, para incorporarse en 1955 al de Calamocha. En 1845, el geógrafo e historiador Pascual Madoz señalaba que Ojos Negros «se compone de 180 casas, entre ellas la del ayuntamiento, repartido en 15 calles y una plaza... Los vecinos se surten de las aguas de dos fuentes que hay en el pueblo, de buena calidad». De su terreno, aunque «en su mayor parte es llano pero de secano y de mala calidad», se obtenía centeno, cebada, avena y pastos. Ya se mencionaba la existencia de una «mina de metal ferruginoso... de la que se estrae [sic] cuanta mena se quiere, pues casi todo el cerro de las Meneras, que es donde se encuentra, es de aquel mineral».

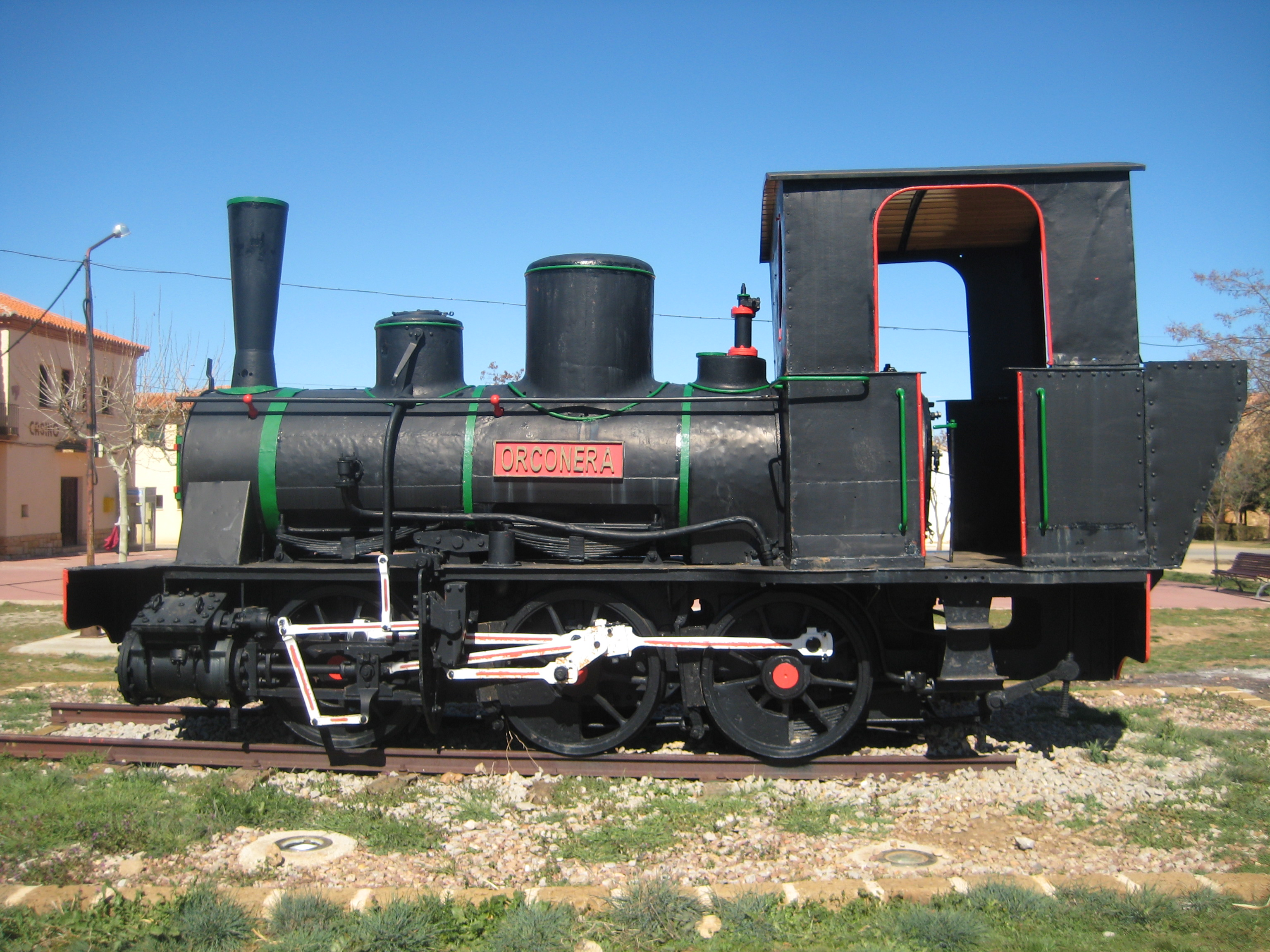
Antigua locomotora del ferrocarril minero de Ojos Negros.

La vida económica del municipio giró en torno a las citadas minas de hierro a partir de su explotación industrializada a principios del siglo XX, cuando se fundó la Compañía Minera de Sierra Menera.
El yacimiento, enclavado en el anticlinal cuarcítico que separa Ojos Negros de la vecina provincia de Guadalajara, tiene una extensión de más de 1500 ha y sus reservas se evalúan en 80 millones de toneladas. Es una explotación a cielo abierto de un mineral de fácil extracción por su naturaleza terrosa y relativamente blanda. No obstante, la compañía dejó de funcionar en 1986 debido a la crisis del sector siderúrgico.
Un aspecto relevante en ese período fue la construcción de la línea férrea que unió Ojos Negros con Sagunto, cuyo recorrido total era de 204 km. Este ferrocarril recibió el nombre de «tren minero» y fue construido entre 1904 y 1907 por la Compañía Minera de Sierra Menera (CMSM) y explotado por esta hasta 1973, cuando para aumentar la capacidad de exportación del mineral se encaminó el tráfico por la línea de vía ancha. En la actualidad muchos tramos se han transformado en vía verde. Con 167,5 km de recorrido, la vía verde de Ojos Negros es la más larga de España.

## Demografía
Ojos Negros cuenta con una población de 328 habitantes (INE 2024).
| Gráfica de evolución demográfica de Ojos Negros entre 1842 y 2021                                                   |
| |
| Población de derecho según los censos de población del INE Población de hecho según los censos de población del INE |

De acuerdo al fogaje de 1495 —censo ordenado por Fernando el Católico—, Ojos Negros tenía en esa época 65 «fuegos» u hogares, lo que equivale a unos 260 habitantes. En el censo de España de 1857 Ojos Negros figura con una población de 1157 habitantes, habiendo aumentado a 1199 en 1877.
Fue el trabajo en la minería lo que atrajo emigrantes de forma especialmente notoria en la primera década del siglo XX, cuando se empezó a explotar el yacimiento. Ojos Negros alcanzó su techo demográfico, 3042 habitantes, en 1910. Los censos posteriores reflejan el continuo descenso de la población —el de 1981 recoge ya una cifra inferior a los 1000 habitantes—, siguiendo siempre las fluctuaciones del mercado del hierro.

## Administración y política
| Período   | Alcalde               | Partido | Partido |
| --------- | --------------------- | ------- | ------- |
| 1979-1983 | José Alamán Hernández | Ind.    |         |
| 1983-1987 |                       |         |         |
| 1987-1991 |                       |         |         |
| 1991-1995 |                       |         |         |
| 1995-1999 |                       |         |         |
| 1999-2003 |                       |         |         |
| 2003-2007 |                       |         |         |
| 2007-2011 |                       |         |         |
| 2011-2015 | Esther Ibáñez Moreno  | PAR     |         |

| Partido político    | Partido político                                   | 2003   | 2007   | 2011   | 2015   |
| Partido político    | Partido político                                   | Ediles | Ediles | Ediles | Ediles |
|                     | Partido Aragonés (PAR)                             | 2      | 2      | 3      | 4      |
|                     | Partido de los Socialistas de Aragón (PSOE-Aragón) | 4      | 4      | 3      | 3      |
|                     | Partido Popular de Aragón (PP)                     | 1      | 1      | 1      | —      |
|                     | Chunta Aragonesista (CHA)                          | —      | —      | —      | —      |
| Total de concejales | Total de concejales                                | 7      | 7      | 7      | 7      |

## Patrimonio
Ojos Negros se asienta en torno al antiguo Castillo y a la Iglesia parroquial de Nuestra Señora del Pilar, que marcan su distribución urbanística.

### Patrimonio religioso

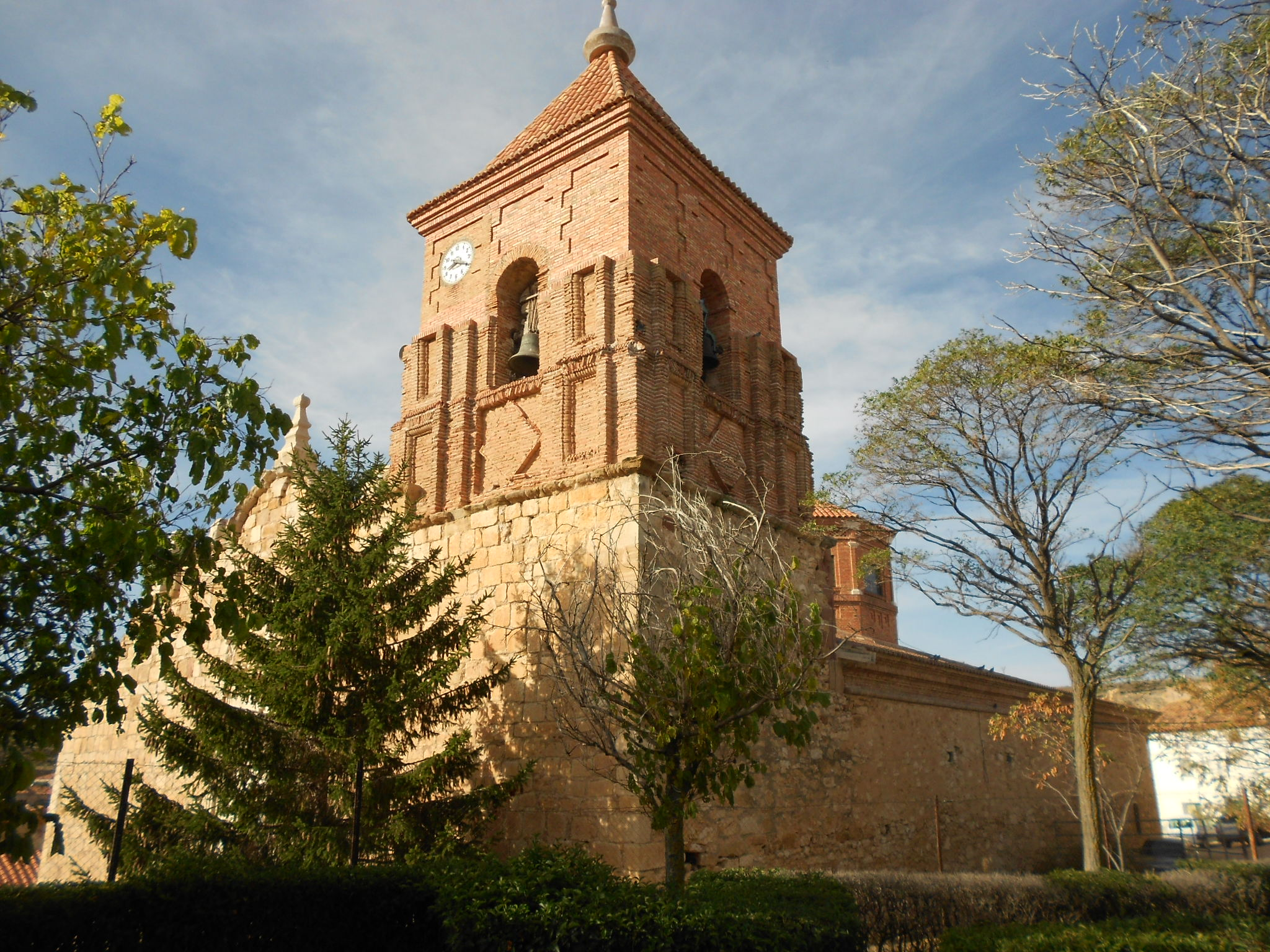
Iglesia de Nuestra Señora del Pilar. Hasta 1959 perteneció a la diócesis de Zaragoza.

La iglesia parroquial de Ojos Negros fue edificada a principios del siglo XVI por Pierres de Nilo, autor entre otras obras de la Torre del Micalet, en Valencia. Construida en mampostería, la fachada, de perfil mixtilíneo, es toda de sillería y tiene una sencilla portada adintelada. Presenta una planta de cruz latina con tres naves, destacando el crucero, y cuenta con capillas laterales entre contrafuertes. La nave central se halla cubierta con bóveda de cañón con lunetos. La torre está inacabada.
En la plaza mayor se levanta la ermita de Santa Engracia, patrona de la villa. Es un edificio construido en mampostería que tiene planta de cruz latina. De origen románico, en su interior se guardaba la imagen de la Virgen de las Masas, románica también, la cual fue trasladada a la parroquia. Además, la localidad cuenta con otras ermitas, dedicadas al Santo Cristo, a San Pascual, a la Virgen de los Dolores y a San Roque.
Otra ermita notable es la del Cristo de Herrera, situada en el despoblado medieval de Ferrera —o Herrera—, abandonado a finales del siglo XIV. Es un templo del siglo XVIII que presenta una nave con tres tramos, estando el crucero cubierto por bóveda vaída. Mandado edificar por el obispo de Tarazona Bernardo Mateo, natural de Ojos Negros, ha sido lugar de devoción de numerosos pueblos cercanos.

### Patrimonio civil

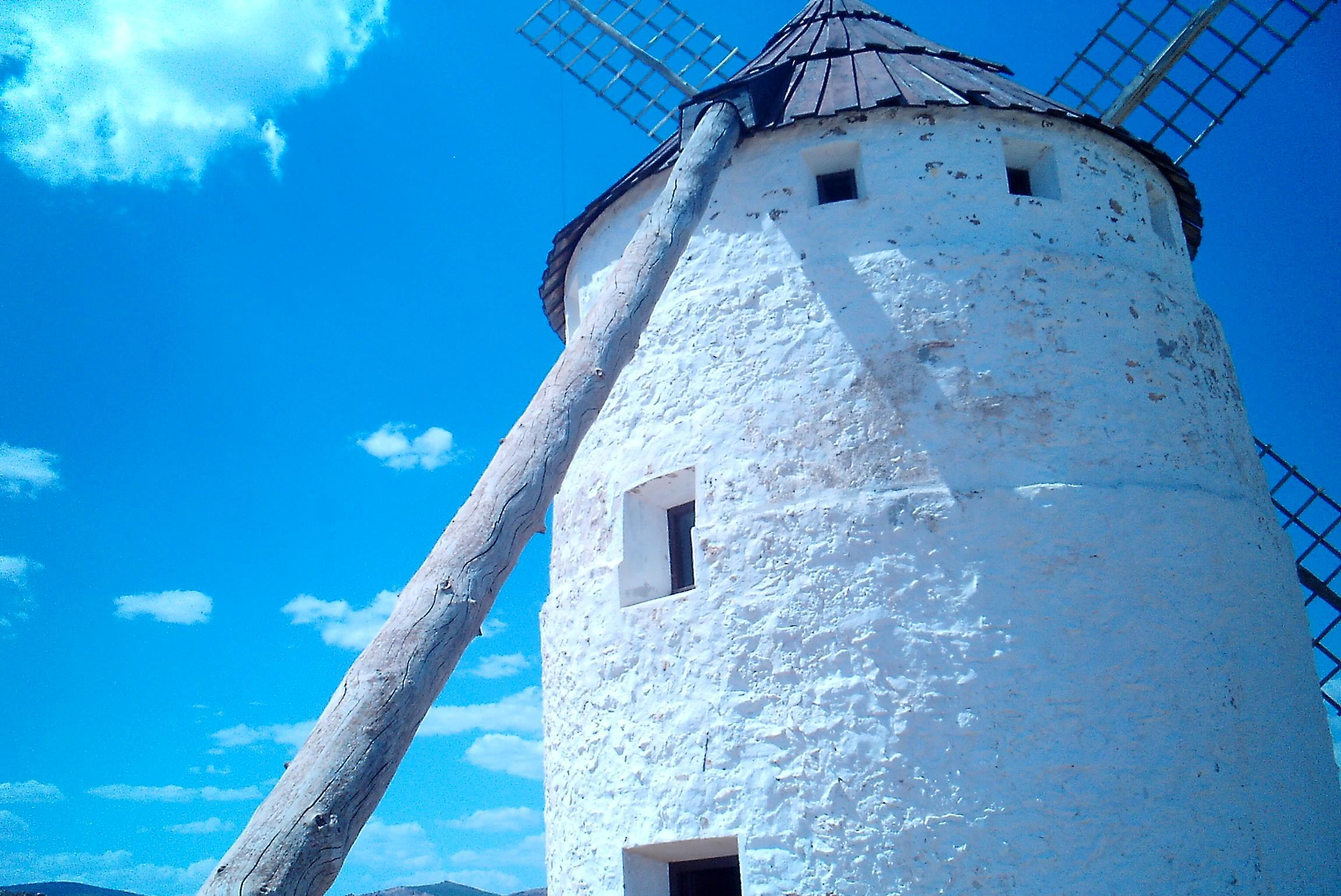
Molino de viento de Ojos Negros. De torre mediterránea, su cubierta es de madera.

Cerca de la iglesia se extienden las murallas romanas y, a continuación, se encuentran las ruinas del Castillo, que data de la época de la Reconquista. La construcción de este castillo fue sufragada la Comunidad de aldeas de Daroca en 1303. Su ubicación en la frontera entre Aragón y Castilla hizo que durante el siglo XIV fuera escenario de las guerras entre los dos reinos. De planta oval de 80 × 30 m, presenta tres torres rectangulares que conservan gran altura. La mejor conservada de ellas es la que se encuentra a un nivel inferior, destacando por su base en sillería y recrecimiento en mampostería con las esquinas reforzadas por sillares. En su parte baja aún conserva una cisterna con agua.
Ojos Negros también posee un molino de viento datado entre los siglos XVI y XVII, totalmente restaurado. Es un molino de tipo mediterráneo «tipo C de krüger», torre cilíndrica y techumbre cónica. Posee dos plantas, la inferior el almacén y la superior alberga la maquinaria del molino. Se localiza junto a la carretera que une Ojos Negros con Sierra Menera.

### Patrimonio natural y cultural

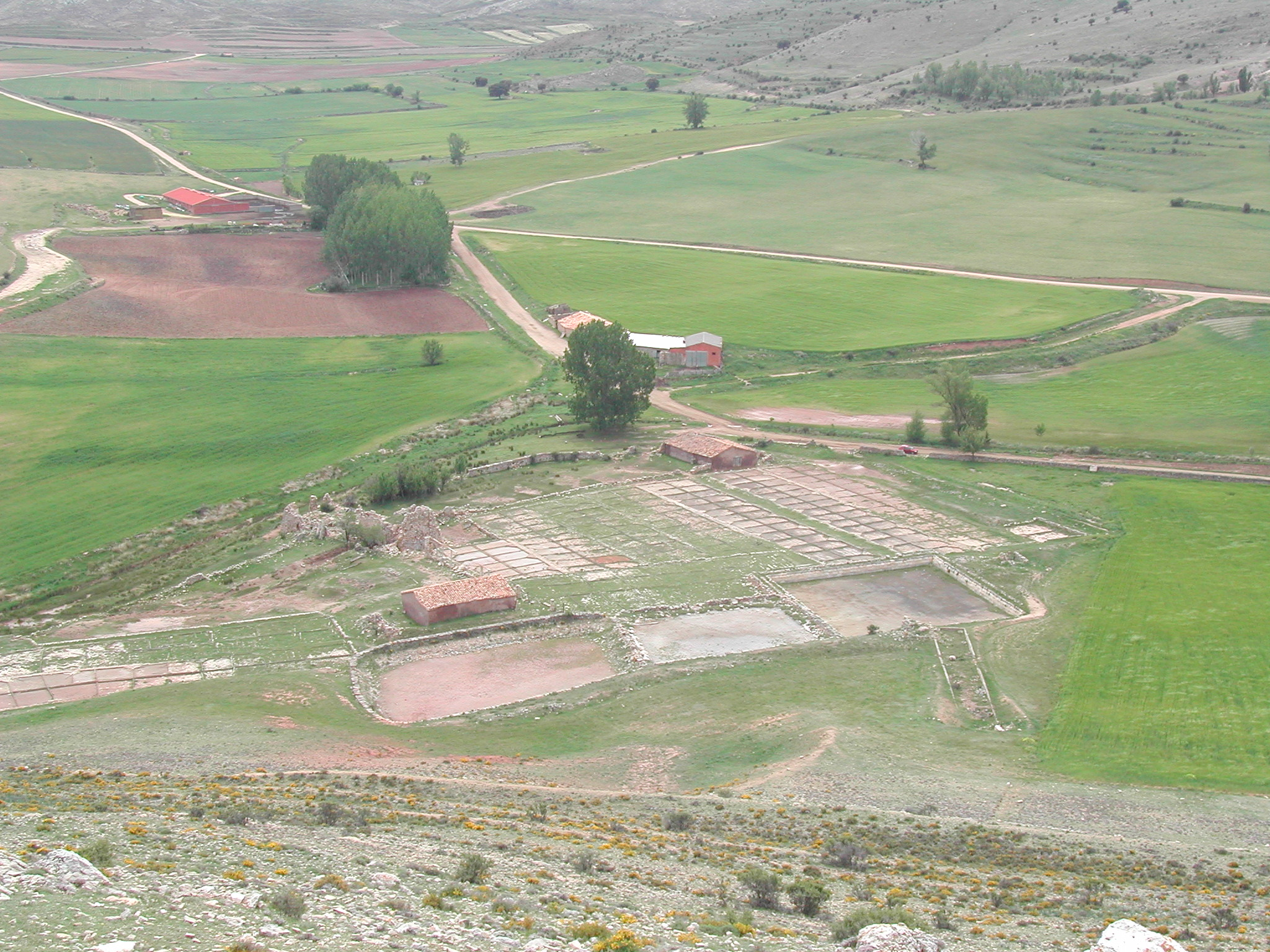
Salinas de Ojos Negros.

Un paraje de gran interés dentro del término municipal es el conocido como las Salinas del Rey. La explotación parece ser que estuvo vinculada a un poblado celtibérico ocupado posteriormente en época musulmana. Comprende el pozo, las balsas, las canalizaciones de madera y el almacén. Del pozo, situado en la parte norte, se extraía el agua, que era elevada a través de una noria hasta llegar a unas canalizaciones que conducen hasta las balsas. Una vez llenas éstas, se esperaba a que la evaporación del agua permitiera recoger la sal.
La explotación continuó en funcionamiento hasta mediados del siglo XX y en los últimos años se han llevado a cabo algunas intervenciones para poder acoger visitas.
En Sierra Menera, en parte en el término municipal de Ojos Negros, se encontraban unas importantes minas de hierro, explotadas probablemente en época celtibérica. Durante el siglo XVI se explotaron con el nombre de Pardina de Ferrera, para suministrar mineral de hierro a las ferrerías de la zona. En el año 1900 la sociedad Sota y Aznar arrendó las concesiones mineras, constituyendo la Compañía Minera de Sierra Menera. La empresa construyó también un ferrocarril hasta el puerto de Sagunto, desmantelado en 1972. las minas se mantuvieron en actividad hasta 1986. El pasado minero de Ojos Negros ha legado diversas construcciones vinculadas a las explotaciones de mineral de hierro. Como ejemplo, cabe destacar el barrio de la Estación, que alberga las ruinas de la estación del ferrocarril y sus talleres; igualmente, en las explotaciones mineras destacan los huecos de la explotación, las escombreras y sobre todo, las instalaciones industriales. Este patrimonio está declarado Monumento de Interés Local.

### Patrimonio industrial
La localidad conserva una locomotora de vapor del tipo 0-3-0T del Ferrocarril Central De Vizcaya, la N° 3 Bilbao, misma numeración en los Ferrocarriles Vascongados, N° 103 Orconera en el Ferrocarril Minero De Sierra Menera, construida por Hannoversche Maschinenbau AG (Hanomag) de Hannover, Alemania en el año 1881 con  el número de fábrica 1459. Está expuesta junto al hospital de la compañía minera.

## Fiestas
- Festividad de Santa Cruz. Se celebra el primer sábado de mayo y se lleva a cabo una romería tradicional a la Ermita del Santo Cristo de Herrera.
- Fiestas patronales en honor a Santa Engracia. Se celebran en la segunda quincena de agosto.